# Franz Kraus (Höhlenforscher)

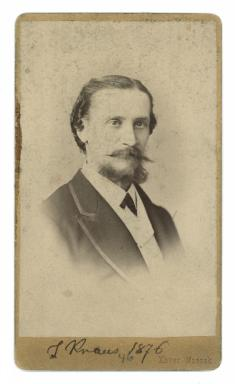
Franz Kraus 1876

Franz Kraus (* 28. Juni 1834 in Wien; † 12. Jänner 1897) war ein österreichischer Höhlenforschungspionier.

## Biographie
Franz Kraus erlernte einen kaufmännischen Beruf, den er zunächst auch ausübte. Nach dem Tod seines Vaters im Jahre 1872 führte er dessen Firma noch für kurze Zeit weiter, zog sich jedoch bald ins Privatleben zurück, um sich nun ganz seinen naturwissenschaftlichen Neigungen widmen zu können.
Kraus beschäftigte sich zunächst mit Mineralogie und Geologie und eignete sich innerhalb kurzer Zeit ein umfangreiches Fachwissen an. 1875 wurde er Mitglied der k.k. geographischen Gesellschaft in Wien, 1876 Mitbegründer des wissenschaftlichen Klubs, 1878 Korrespondent der k.k. geologischen Reichsanstalt, wo er unter Anleitung von Hofrat Franz von Hauer an der Neuaufstellung der Mineraliensammlung der Anstalt teilnahm. In dieser Zeit beschäftigte er sich zum ersten Mal mit der Höhlenkunde, die daraufhin zu seinem Spezialfach wurde.
Unter seiner Anregung wurde im Rahmen des wissenschaftlichen Klubs im Oktober 1879 ein Verein für Höhlenkunde gegründet, welcher im April 1881 dem Österreichischen Touristenklub angeschlossen wurde. Ausgehend von seinem Ischler Sommersitz führte Franz Kraus zahlreiche Höhlenfahrten durch, über die er in den Jahrbüchern des Österreichischen Touristenklubs schrieb.

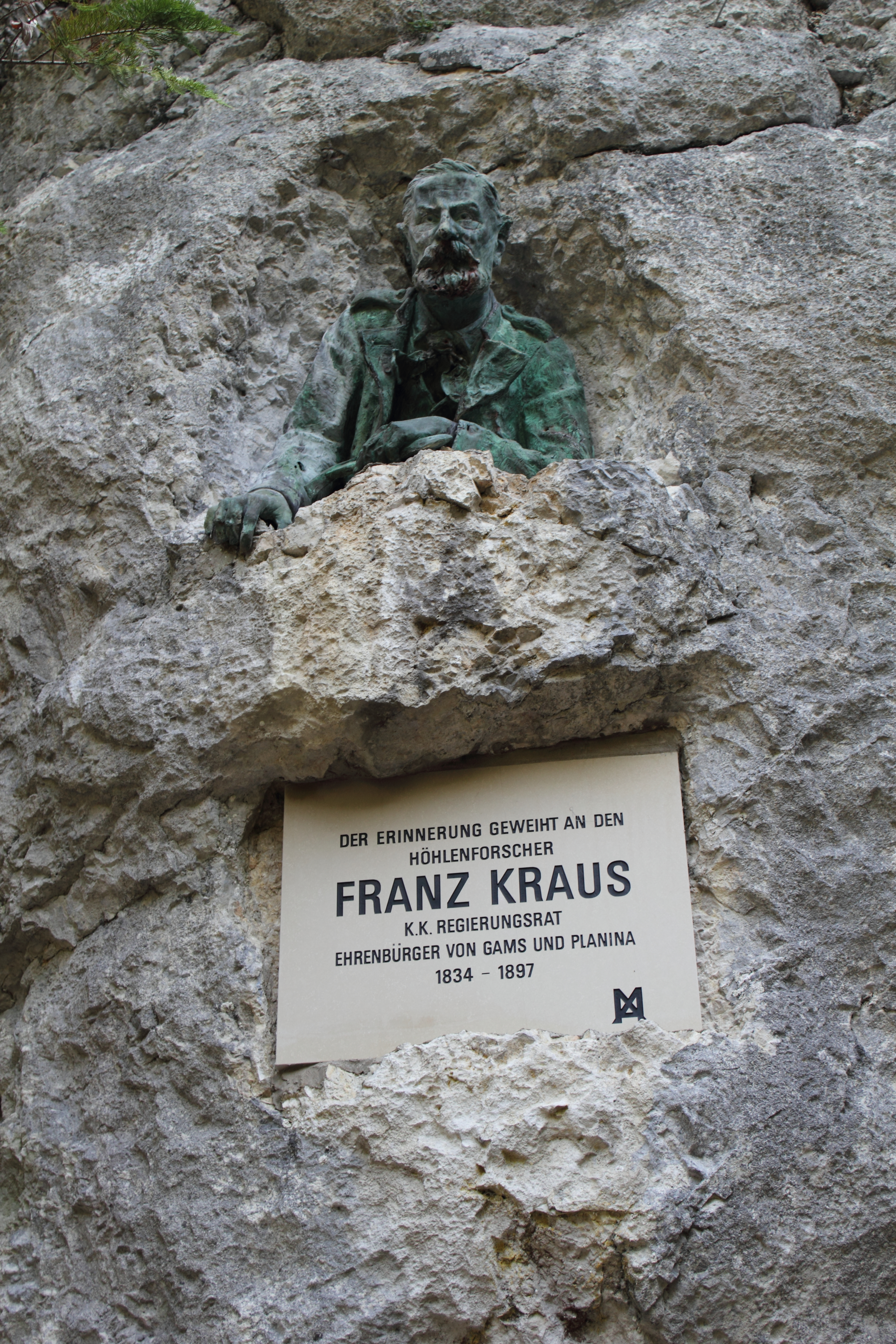
Kraus-Denkmal am Eingang der Kraushöhle

Im Sommer 1881 war Kraus in Eisenerz, um die Höhlen der Umgebung zu durchforschen. Besonders das „Anerlbauerloch“, eine Gipsablagerungen führende Tropfsteinhöhle in der Noth bei Gams, erweckte sein Interesse. Er bildete ein Komitee der Ortsbewohner, um die Höhle der Öffentlichkeit zugänglich zu machen. Kurze Zeit später erwarb er selbst das Eigentumsrecht an der Höhle und erschloss sie für Touristen. Bereits im Jahre 1882 fand die feierliche Eröffnung der Höhle und ihr erstes Grottenfest statt. Ein Jahr später wurde von Kraus eine elektrische Beleuchtung eingerichtet. Die Ortsgemeinde erhob Franz Kraus zum Ehrenbürger und gab der Höhle den Namen „Krausgrotte“.
Auf seine Anregung hin erstellte die Sektion für Höhlenkunde des Österreichischen Touristenklubs Erhebungen über die eigenartigen Wasserverhältnisse in den Kesseltälern Krains, die die Grundlagen für großzügige Meliorationsarbeiten im Karstgebiet liefern sollten. 1885 wurde ein eigenes Karstkomitee gegründet, welches sofort die Erforschung des oberen Teiles des Poiklaufes von der Poikhöhle (Pivka Jama) bis zur Adelsberger Grotte beschloss, um die vermutete Verbindung zwischen diesen Höhlensystemen zu finden. Kraus leitete persönlich die im Sommer 1885 begonnenen Arbeiten in der Poikhöhle. Obwohl die Arbeiten wegen frühzeitiger Herbsthochwässer eingestellt werden mussten, konnte er interessante wissenschaftliche Beobachtungen machen. Das k.k. Ackerbauministerium und die Landesregierung von Krain nahmen im Jahr 1886 die Fortsetzung der Entwässerungsprojekte auf.
In den 1890ern machten die Entdeckungen in der Adelsberger Grotte und die Forschungen des französischen Speläologen E.A. Martel einen großen Eindruck auf Kraus. 1893 gelang es Martel, den Lauf der Poik von Adelsberg bis zur Poikhöhle zu folgen und die von Kraus vertretene Ansicht der Zugehörigkeit der Poikhöhle zur Adelsberger Grotte zu beweisen. Kraus berichtete in zahlreichen Veröffentlichungen von diesen Ereignissen. 1894 veröffentlichte er das Werk Höhlenkunde (Wege und Zweck der Erforschung unterirdischer Räume), worin er sein gesamtes speläologische Wissen zusammenfasste und systematisch gliederte.
Franz Kraus war seit 1863 mit Louise Pfeiffer verheiratet, sie hatten eine gemeinsame Tochter. Am 12. Jänner 1897 starb er im Alter von 63 Jahren an einem Krebsleiden.

## Veröffentlichungen
- 1878: Über Höhlen, Neue Deutsche Alpenzeitung, Bd. VI, Nr. 22
- 1879: Über alpine Höhlen, Jahrbuch des Österr. Touristenklubs, Wien 1880
- 1881: Neue Funde von Ursus Speläus im Dachsteingebiet, Jahrbuch der k.k. Geolog. Reichsanstalt, Wien 1881, Bd. 31, Heft 4
- 1882: Eishöhle im Beilstein in Steiermark, Österr. Touristenzeitung, 11. JG. Heft 10, Wien 1883
- 1884: Zur Erforschung des Krainer Karstes, Deutsche Rundschau f. Geographie und Statistik, Wien, Jg. 1884–1885, Bd. 7, Heft 9
- 1885: Vom Innerkrainer Karst, Globus, Braunschweig 1885, Bd. 47, Nr.2 4
- 1885: Höhlen im Salzkammergut, Mitteilungen der Sekt. f. Höhlenkunde des Österr. Touristenklubs, Wien, Kleine Mitteil. Nr. 2, S. 26.
- 1887: Über Dolinen, Gaea, Leipzig 1887, Bd. 23
- 1888: Karsterscheinungen, Globus, Braunschweig, 1888, Bd. 53, Nr. 10
- 1890: Karstforschungen in Frankreich, Globus, Braunschweig, 1890, Bd. 57, Nr.1
- 1891: Adelsberger Höhlen einst und jetzt, Petermanns Mitteilungen, Gotha 1891, Bd. 37
- 1893: E.A. Martels Höhlenfahrten in Krain, Gaea, Leipzig, Nr. 19
- 1894: Höhlenkunde. Wege und Zweck der Erforschung unterirdischer Räume, Wien, Gerold 1894
- 1895: Die Buschmannhöhle bei Krems, Gaea, Leipzig 1895, Bd. 68, Nr. 6
- 1896: Die tiefsten Schlünde des Karstes, Globus, Braunschweig 1896, Bd. 70, Nr. 3